# 알라딘 커뮤니케이션
알라딘은 대한민국 서울에 본사를 둔 전자 상거래 기업이다. 주로 책, DVD, 음반, 중고 책, 중고 DVD, 중고 음반을 판매하고 있다. 1998년 11월 23일에 설립되어 1999년 7월 14일에 사이트를 열어 서비스를 개시하였다.
2009년 12월 30일에 주요 인터넷쇼핑몰 중 최초로 ActiveX 폐기를 선언하고 인터넷 익스플로러, 파이어폭스, 사파리, 구글 크롬 브라우저에서 결재가 가능한 시스템을 도입했다. 4월 25일까지 서비스 업데이트를 하였다.

## 특징

### 주문내역 조회
무려 20년 간의 주문 내역을 한 화면에 볼 수 있는 편리함이 큰 장점이다.

### 배송
오전에 주문하면 18시 이전에 배송하는 당일배송 서비스를 제공하고 있으나 실제로는 배송이 제대로 이루어지지 않는다. 심지어는 7일이 지나서 배송되는 경우도 있고 소비자의 항의는 무시하므로 주의가 필요하다.

## 알라딘 중고샵
2008년 2월에는 중고 책·음반·DVD를 판매하는 중고샵의 운영을 시작하였다. 대한민국의 알라딘 중고서점은 2011년 종로에 오프라인 1호점을 냈고 성황리에 판매를 하고 있다. 전국 각지에서 만날 수 있는 알라딘 중고매장. 온라인 뿐만 아니라 오프라인에서도 깨끗한 중고 도서들을 만날 수 있다.